# Kawowiec
Kawowiec, kawa (Coffea L.) – rodzaj wiecznie zielonych krzewów i drzew z rodziny marzanowatych. Obejmuje 104 gatunki. W większości pochodzą one z terenu Afryki, niektóre gatunki występują w Azji. Niektóre z nich są uprawiane.

## Morfologia i biologia

Opis:
1. Przekrój przez środek owocu
2. Bielmo (endosperm)
3. Epiderma
4. Endokarp
5. Warstwa pektynowa
6. Miąższ (mezokarp)
7. Skórka (egzokarp)

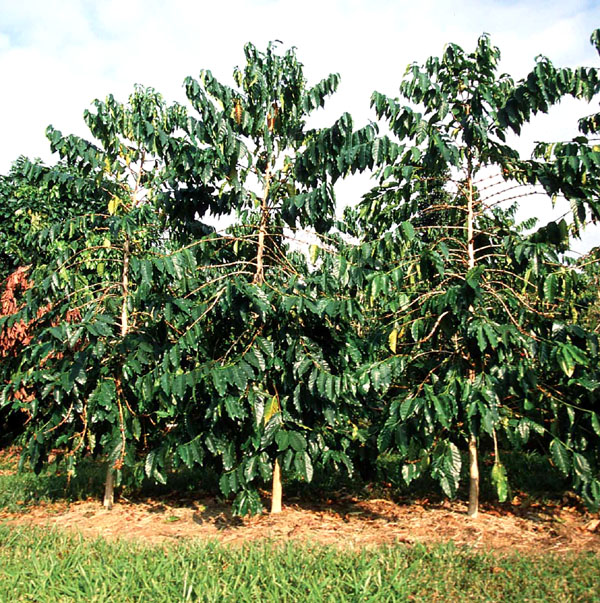
Pokrój roślin na plantacji

LiścieNaprzemianległe, błyszczące, pojedyncze, o całym lub pofałdowanym brzegu; mają krótki ogonek, osiągają długość do 35 cm.
KwiatyBiałe lub kremowe. Rurkowate, intensywnie pachnące. Pojedyncze lub zebrane w kwiatostany u nasady liści.
OwocCzerwony pestkowiec z wyglądu przypominający jagodę; zawiera dwa jednostronnie spłaszczone nasiona. Nasiona niektórych gatunków kawy zawierają kofeinę, alkaloid o działaniu pobudzającym. Nasiona te są wykorzystywane do przygotowania parzonego napoju – kawy.

## Systematyka
Synonimy
Buseria T. Durand, Cafe Adans., Hexepta Raf., Leiochilus Hook. f., Nescidia A. Rich., Paolia Chiov., Pleurocoffea Baill., Psilanthopsis A. Chev., Solenixora Baill.
Pozycja systematyczna według APweb (aktualizowany system APG III z 2009)
Należy do rodziny marzanowatych (Rubiaceae), która jest kladem bazalnym w obrębie rzędu goryczkowców (Gentianales) z grupy astrowych spośród roślin okrytonasiennych.
Pozycja w systemie Reveala (1993-1999)
Gromada okrytonasienne Cronquist, podgromada Magnoliophytina Frohne & U. Jensen ex Reveal, klasa Rosopsida Batsch, podklasa jasnotowe Takht. ex Reveal, nadrząd Gentiananae Thorne ex Reveal, rząd marzanowce Dumort., podrząd Rubiineae Raf., rodzina marzanowate Juss., podrodzina  Coffeoideae Raf., plemię  Coffeae DC., podplemię  Coffeinae DC., rodzaj kawa L..
Gatunki
| - Coffea abbayesii J.-F.Leroy - Coffea affinis De Wild. - Coffea alleizettii Dubard - Coffea ambanjensis J.-F.Leroy - Coffea ambongensis J.-F.Leroy ex A.P.Davis & Rakotonas. - Coffea andrambovatensis J.-F.Leroy - Coffea ankaranensis J.-F.Leroy ex A.P.Davis & Rakotonas. - Coffea anthonyi Stoff. & F.Anthony - Coffea arabica L. - Coffea arenesiana J.-F.Leroy - Coffea augagneurii Dubard - Coffea bakossii Cheek & Bridson - Coffea bertrandii A.Chev. - Coffea betamponensis Portères & J.-F.Leroy - Coffea bissetiae A.P.Davis & Rakotonas. - Coffea boinensis A.P.Davis & Rakotonas. - Coffea boiviniana (Baill.) Drake in A.Grandidier - Coffea bonnieri Dubard - Coffea brevipes Hiern - Coffea bridsoniae A.P.Davis & Mvungi - Coffea buxifolia A.Chev. - Coffea canephora Pierre ex A.Froehner - Coffea carrissoi A.Chev. - Coffea charrieriana Stoff. & F.Anthony - Coffea commersoniana (Baill.) A.Chev. - Coffea congensis A.Froehner - Coffea costatifructa Bridson - Coffea coursiana J.-F.Leroy - Coffea dactylifera Robbr. & Stoff. - Coffea decaryana J.-F.Leroy - Coffea dubardii Jum. - Coffea eugenioides S.Moore - Coffea fadenii Bridson - Coffea farafanganensis J.-F.Leroy - Coffea fotsoana Stoff. & Sonké - Coffea fragilis J.-F.Leroy - Coffea gallienii Dubard | - Coffea grevei Drake ex A.Chev. - Coffea heimii J.-F.Leroy - Coffea × heterocalyx Stoff. - Coffea homollei J.-F.Leroy - Coffea humbertii J.-F.Leroy - Coffea humblotiana Baill. - Coffea humilis A.Chev. - Coffea jumellei J.-F.Leroy - Coffea kapakata (A.Chev.) Bridson - Coffea kianjavatensis J.-F.Leroy - Coffea kihansiensis A.P.Davis & Mvungi - Coffea kimbozensis Bridson - Coffea kivuensis Lebrun - Coffea labatii A.P.Davis & Rakotonas. - Coffea lancifolia A.Chev. - Coffea leonimontana Stoff. - Coffea leroyi A.P.Davis - Coffea liaudii J.-F.Leroy ex A.P.Davis - Coffea liberica Hiern - Coffea ligustroides S.Moore - Coffea littoralis A.P.Davis & Rakotonas. - Coffea lulandoensis Bridson - Coffea macrocarpa A.Rich. - Coffea magnistipula Stoff. & Robbr. - Coffea mangoroensis Portères - Coffea manombensis A.P.Davis - Coffea mapiana Sonké - Coffea mauritiana Lam. - Coffea mayombensis A.Chev. - Coffea mcphersonii A.P.Davis & Rakotonas. - Coffea millotii J.-F.Leroy - Coffea minutiflora A.P.Davis & Rakotonas. | - Coffea mogenetii Dubard - Coffea mongensis Bridson - Coffea montekupensis Stoff. - Coffea montis-sacri A.P.Davis - Coffea moratii J.-F.Leroy ex A.P.Davis & Rakotonas. - Coffea mufindiensis Hutch. ex Bridson - Coffea myrtifolia (A.Rich. ex DC.) J.-F.Leroy - Coffea namorokensis A.P.Davis & Rakotonas. - Coffea perrieri Drake ex Jum. & H.Perrier - Coffea pervilleana (Baill.) Drake in A.Grandidier - Coffea pocsii Bridson - Coffea pseudozanguebariae Bridson - Coffea pterocarpa A.P.Davis & Rakotonas. - Coffea racemosa Lour. - Coffea rakotonasoloi A.P.Davis - Coffea ratsimamangae J.-F.Leroy ex A.P.Davis & Rakotonas. - Coffea resinosa (Hook.f.) Radlk. - Coffea rhamnifolia (Chiov.) Bridson - Coffea richardii J.-F.Leroy - Coffea sahafaryensis J.-F.Leroy - Coffea sakarahae J.-F.Leroy - Coffea salvatrix Swynn. & Philipson - Coffea sambavensis J.-F.Leroy ex A.P.Davis & Rakotonas. - Coffea schliebenii Bridson - Coffea sessiliflora Bridson - Coffea stenophylla G.Don - Coffea tetragona Jum. & H.Perrier - Coffea togoensis A.Chev. - Coffea tricalysioides J.-F.Leroy - Coffea tsirananae J.-F.Leroy - Coffea vatovavyensis J.-F.Leroy - Coffea vavateninensis J.-F.Leroy - Coffea vianneyi J.-F.Leroy - Coffea vohemarensis A.P.Davis & Rakotonas. - Coffea zanguebariae Lour. |

## Zastosowanie
- Roślina uprawna: Kawowce uprawiane są od ok. 575 roku n.e. (pierwotnie w Afryce)[8] na plantacjach w strefie międzyzwrotnikowej Afryki, Ameryki Południowej i Azji. Gatunki kawy liczące się na światowym rynku produkcji to arabika (Coffea arabica) około 70%, robusta (Coffea canephora) około 30% i liberika (Coffea liberica) około 1% udziału[9].
- W Kolumbii powstał ogród kawowców, nazwany Narodowym Parkiem Kawy[10].